# رودرمارك
رودرماركت (بالألمانية: Rödermark) هي بلدة، مدينة وبلدة ألمانية تقع في ألمانيا في Offenbach. يقدر عدد سكانها بـ 26,192 نسمة .

## المدن التوأمة
مدن ترامين على طريق النبيذ، Saalfelden وBodajk هي مدن توأمة لـرودرماركت.